# José Luis Pita
José Luis Carro Pita (Betanzos, La Coruña, España, 18 de febrero de 1947) es un exfutbolista español que se desempeñaba como centrocampista.

## Clubes
| Club                      | País   | Año       |
| ------------------------- | ------ | --------- |
| Club Deportivo Ourense    | España | 1969-1970 |
| Pontevedra Club de Fútbol | España | 1970-1971 |
| Unión Deportiva Salamanca | España | 1973-1978 |